# 광명항
광명항(光明港)은 인천광역시 중구 무의동의 무의도 남쪽에 있는 어항이다. 1972년 2월 16일 지방어항으로 지정되었다. 시설관리자는 인천광역시 중구청이다.

## 어항 구역
본 항의 어항구역은 다음과 같다.
- 아래의 ㉮ ㉯ ㉰ 지점을 연결한 선내의 해역 (152,000m2)**
  - ㉮: 남측 선착장과 육지가 만나는 지점에서 동남쪽으로 60m 이동한 지점(X:430,302.11, Y:149,451.22), (37˚22′14.38″N, 126˚25′45.59″E)
  - ㉯: ㉮점에서 N 49˚W 방향으로 540m 이동한 지점(X:430,712.62, Y:149,802.05), (37˚22′27.76″N, 126˚25′59.75″E)
  - ㉰: ㉯점에서 N 49˚S 방향으로 190m 이동한 지점(X:430,835.38, Y:149,658.41), (37˚22′31.72″N, 126˚25′53.88″E)
- 어항관련 사업으로 조성된 육역(선착장, 호안등)
  - 9-6제, 9-19잡, 22-13제, 22-14잡,22-15제
  - 시유지: 4,436m2

## 어항 시설
- 선착장 140m, 방파제 154m, 선착장 160m

## 정비 계획
- 선착장 두부 보강 A=315m2, 선착장 진입로 보강 L= 90m, 물양장 전면 호안 보강  L= 68m

## 주요 어종
- 굴, 꽃게